# Список квотербеков, бросивших 7 пасовых тачдаунов за одну игру
В истории Национальной Футбольной Лиги (НФЛ) только восемь квотербеков смогли бросить семь пасовых тачдаунов за одну игру. По состоянию на сезон НФЛ 2021, ни один игрок, бросивший семь ТД за одну игру, не смог повторить это достижение, а также ни один игрок в истории не бросал больше семи ТД за игру. Первым игроком, добившимся такого результата, был Сид Лакмэн, в игре за «Чикаго Беарз» против «Нью-Йорк Джайентс» 14 ноября 1943 года. Последний раз бросить семь тачдаунов за игру смог Дрю Брис, в игре за «Нью-Орлеан Сэйнтс» против «Нью-Йорк Джайентс» 1 ноября 2015 года. В этой игре квотербеки обеих команд бросили на двоих 13 тачдаунов, что стало рекордом НФЛ.
| Игрок          | Дата             | Команда            | Соперник           | Результат | Ссылка |
| -------------- | ---------------- | ------------------ | ------------------ | --------- | ------ |
| Сид Лакмэн     | 14 ноября 1943   | Чикаго Беарз       | Нью-Йорк Джайентс  | 56–7      | [ 3 ]  |
| Адриан Бурк    | 17 октября 1954  | Филадельфия Иглз   | Вашингтон Редскинз | 49–21     | [ 4 ]  |
| Джордж Бланда  | 19 ноября 1961   | Хьюстон Ойлерз     | Нью-Йорк Тайтенс   | 49–13     | [ 5 ]  |
| Й. А. Тайттл   | 28 октября 1962  | Нью-Йорк Джайентс  | Вашингтон Редскинз | 49–34     | [ 6 ]  |
| Джо Капп       | 28 сентября 1969 | Миннесота Вайкингс | Балтимор Колтс     | 52–14     | [ 7 ]  |
| Пейтон Мэннинг | 5 сентября 2013  | Денвер Бронкос     | Балтимор Рэйвенс   | 49–27     | [ 8 ]  |
| Ник Фолз       | 3 ноября 2013    | Филадельфия Иглз   | Окленд Рэйдерс     | 49–20     | [ 9 ]  |
| Дрю Брис       | 1 ноября 2015    | Нью-Орлеан Сэйнтс  | Нью-Йорк Джайентс  | 52–49     | [ 10 ] |